# Nogales (Badajoz)
Nogales é um município da Espanha, na comarca de Llanos de Olivenza, província de Badajoz, comunidade autónoma da Estremadura. Tem 80,7 km² de área e em 2021 tinha 646 habitantes (densidade: 8 hab./km²).

## Demografia
| Variação demográfica do município entre 1991 e 2004 [carece de fontes?] [carece de fontes?] | Variação demográfica do município entre 1991 e 2004 [carece de fontes?] [carece de fontes?] | Variação demográfica do município entre 1991 e 2004 [carece de fontes?] [carece de fontes?] | Variação demográfica do município entre 1991 e 2004 [carece de fontes?] [carece de fontes?] |
| ------------------------------------------------------------------------------------------- | ------------------------------------------------------------------------------------------- | ------------------------------------------------------------------------------------------- | ------------------------------------------------------------------------------------------- |
| 1991                                                                                        | 1996                                                                                        | 2001                                                                                        | 2004                                                                                        |
| 811                                                                                         | 816                                                                                         | 748                                                                                         | 710                                                                                         |